# Abdij van Maria Laach

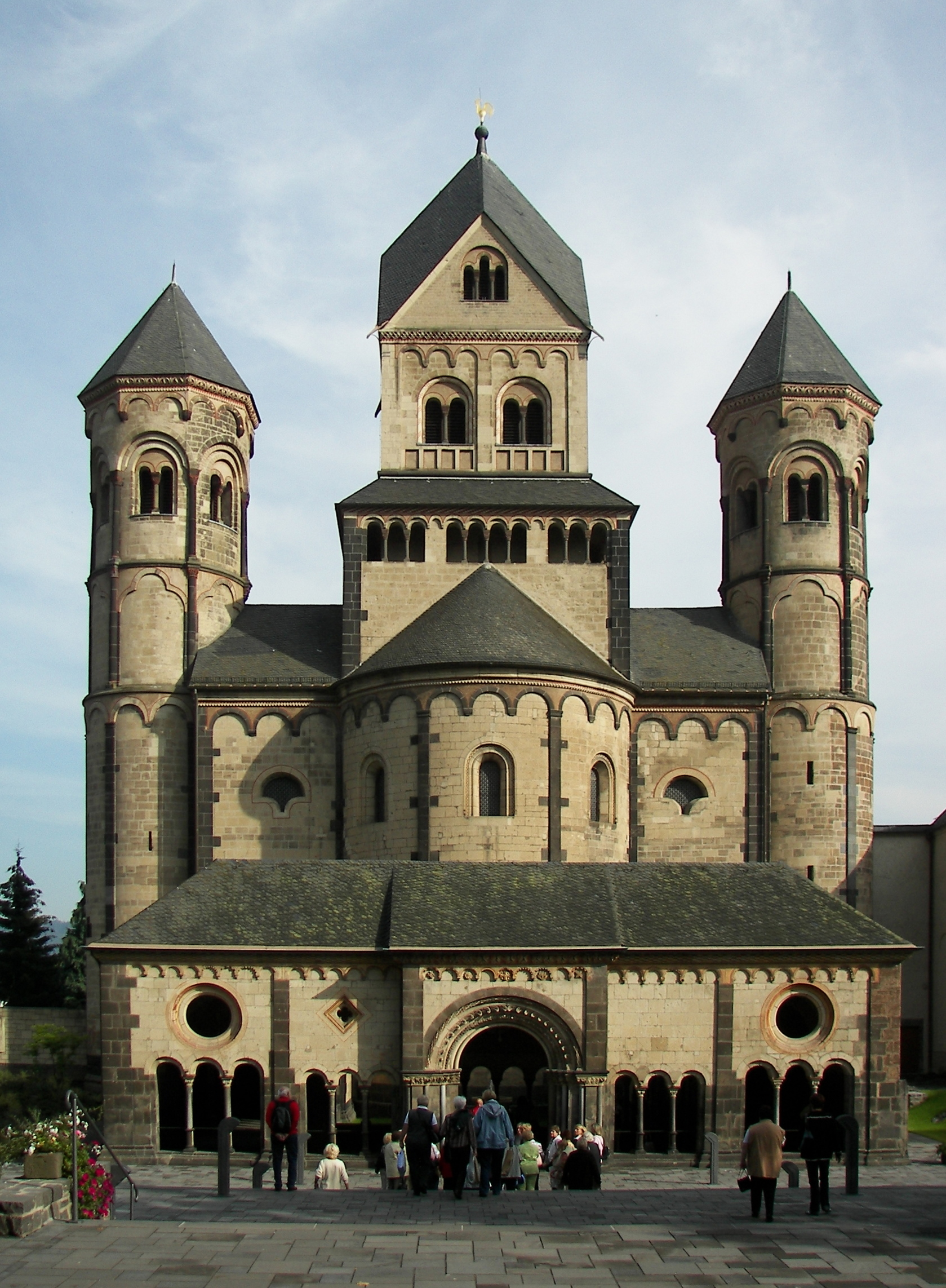
Westzijde van de abdijkerk Maria Laach met het paradisium

De Abdij van Maria Laach ligt in de gemeente Glees in het Eifelgebied ten zuidwesten van de Laacher See nabij Andernach (Rijnland-Palts, Duitsland). De abdijkerk geldt als een van de belangrijkste bouwwerken in Staufische stijl. De plaatsnaam Laach dankt zijn naam aan het daar gelegen vulkanische meer (de naam "laach" is afgeleid van het oudhoogduitse woord "lacha", van Latijn "lacus", "meer"). De abdij werd oorspronkelijk Abdij Laach genoemd tot omstreeks 1862 de jezuïeten er de naam "Maria" aan hebben toegevoegd. De Latijnse naam is Abbatia (Maria) ad Lacum of Abbatia (Maria) Lacensis. Direct achter de abdij ligt de militaire begraafplaats, waar zesendertig - in de Tweede Wereldoorlog gesneuvelde - Duitse militairen zijn begraven.

## Geschiedenis

### Eerste stichting
De grondlegging van de benedictijnenabdij van Maria Laach gebeurde in 1093 door paltsgraaf Hendrik van Laach (†1095) en zijn echtgenote Adelheid von Orlamünde-Weimar (†1100), weduwe van paltsgraaf Herman II van Lotharingen (†1085). De stichting was echter niet meteen een succes. In 1112 diende de volgende paltsgraaf Siegfried van Ballenstedt de stichting te vernieuwen en plaatste ze als priorij onder het toezicht van de abten van de abdij van Affligem in het toenmalige landgraafschap Brabant. Zowel de abdij van Affligem als Maria Laach waren namelijk paltsgrafelijke stichtingen.
Omstreeks 1100 lag het grondplan van de abdijkerk reeds vast. Als eerste abt werd de vierde door de abdij van Affligem uitgezonden prior, Gilbert, verkozen.
In 1138 maakte Maria Laach zich definitief los van Affligem, wat achteraf bevestigd werd in keizerlijke en bisschoppelijke oorkonden. Gilbert van Affligem stierf in 1152 en werd in de crypte van de abdij begraven. Tijdens de ambtsperiode van zijn opvolger, abt Fulbert (1152-1177) werd de abdijkerk in 1156 ingewijd door Hillin von Fallermanien, aartsbisschop van Trier. Tijdens zijn abbatiaat bleef er nog steeds een zeer intense samenwerking met Affligem bestaan, onder meer met kunstzinnige uitwisselingen tussen hun scriptoria.
De oostzijde van de abdijkerk werd pas in 1177 voltooid, de westzijde in 1216 onder abt Albert (1199-1216). Tussen 1220 - 1230 onder de zesde abt Gregor (1216-1235) werd aan de westzijde nog een vierkante narthex (voorhal) met binnentuin (sinds 1928 met een leeuwenbron), een zogenaamd paradisium, aangebouwd.

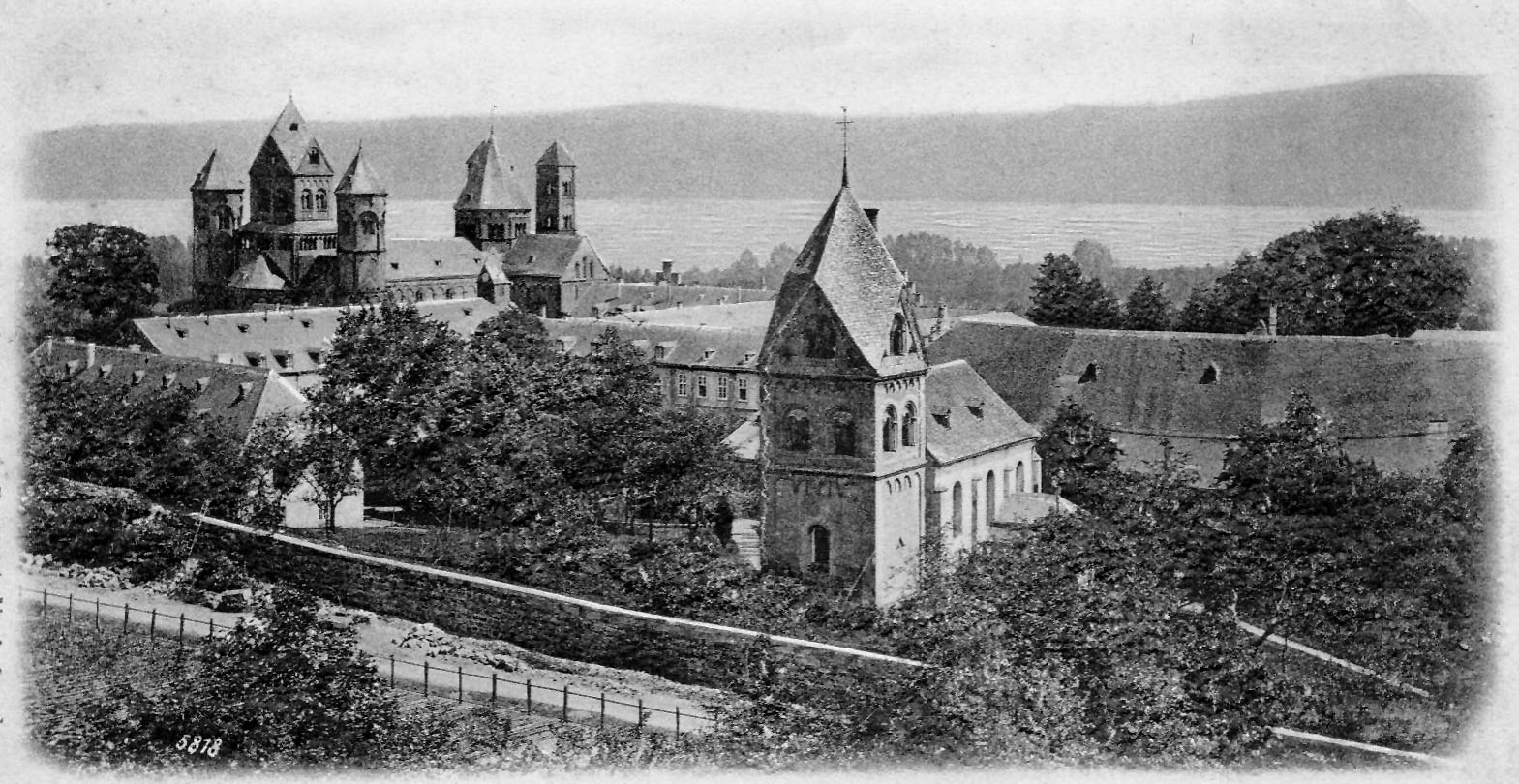
Abdij van Maria Laach omstreeks 1900, nog met het steiler en hoger (achtkantige) gotische kerktorendak (uit 1277, met koekoek) in de achtergrond, nu weer een vlakker en lager dak in de romaanse stijl

Abdijkerk van Maria Laach

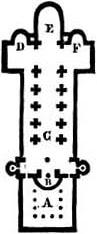
Plattegrond

### Secularisatie en de Jezuïeten
De abdij van Maria Laach werd als gevolg van de mediatisering door Reichsdeputationshauptschluss in 1802 opgeheven. De gebouwen en gronden werden de eigendom van eerst de bezettende Franse Staat en nadien in 1815 van de Pruisische Staat
In 1820 werden de gebouwen door de Jezuïten verworven die er een studiehuis in onderbrachten. In het bijzonder zijn de paters Gerhard Schneemann, Theodor Granderath en Florian Reiss van belang die er een aantal belangrijke werken schreven, met name de "Collectio lacensis" ("Acta et decreta sacrorum conciliorum recentiorum", 7 volumes, Freiburg, 1870–1890); de "Philosophia lacensis", een collectie van erudiete boeken over verschillende takken van de filosofie (zoals logica, kosmologie, psychologie, theodicee en natuurrecht, tevens gepubliceerd te Freiburg 1880-1900 en ook -vermoedelijk het meest bekende- de "Stimmen aus Maria-Laach" ("Stemmen uit Maria Laach"), dat verscheen vanaf 1865. Eerst als losstaande pamfletten ter verdediging van het liberalisme binnen de Rooms-Katholieke Kerk, en vanaf 1871 als regelmatig tijdschrift. De Jezuïeten werden verplicht Maria Laach te verlaten tijden de "Kulturkampf" van de jaren 1870.

### Tweede Benedictijnse stichting

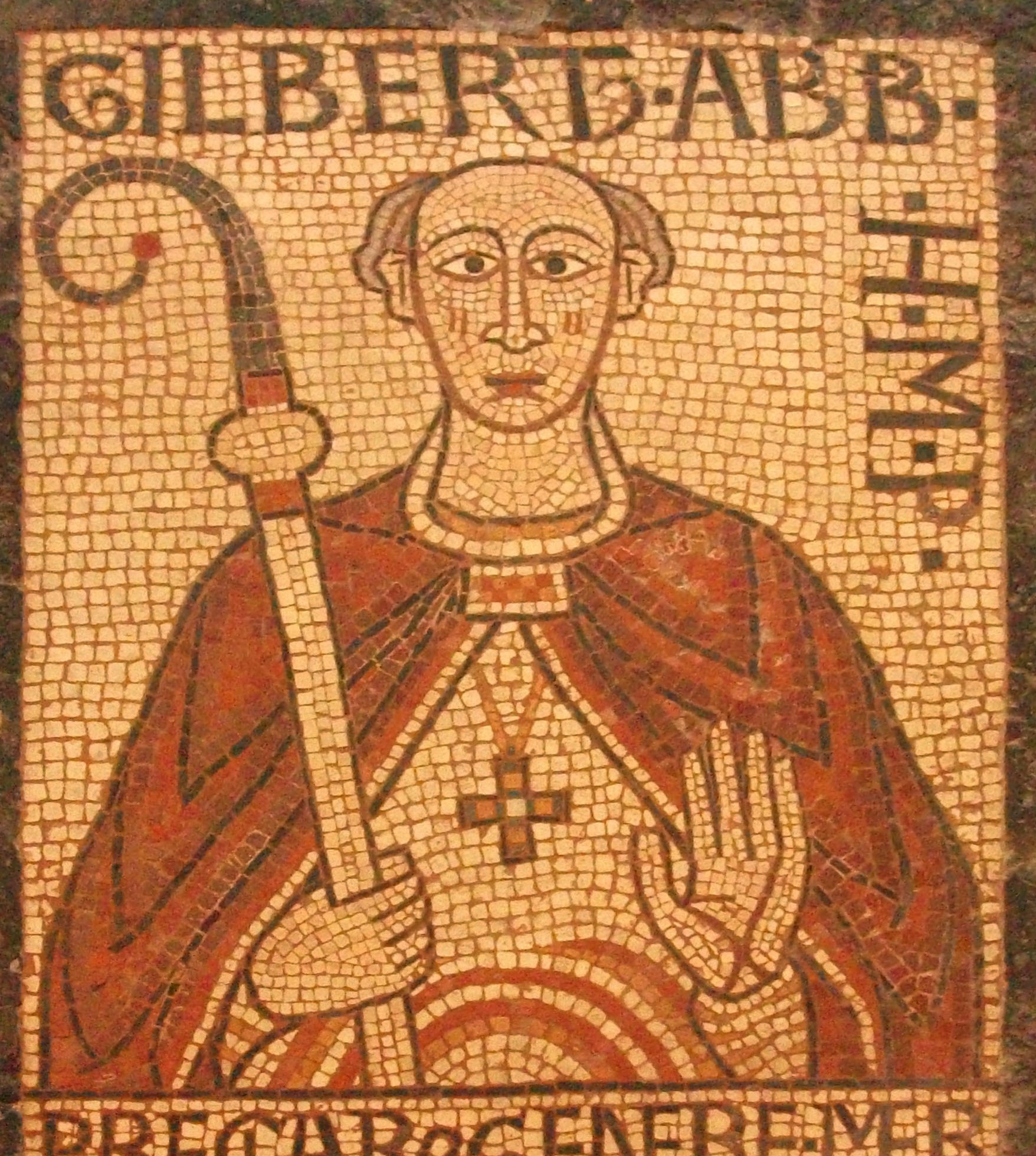
Funeraire mozaïek van abt Abbot Gilbert, gedateerd in de tweede helft van de 12de eeuw, momenteel bewaard in het Bonn.

De Benedictijnen van de Beuroner Congregatie namen in 1892 het klooster over en het werd verheven tot abdij in het daaropvolgende jaar. De restauratie van de kerk, in die tijd nog eigendom van Pruisen, werd ingehuldigd door keizer Willem II in 1897. De eerst abt was Willibrord Benzler.
In de eerste helft van de 20ste eeuw speelde Maria Laach een belangrijke leidende rol in de Liturgische Beweging.
Door een onverwachte en sterke daling van het waterniveau van het meer in de vroege 19e eeuw ontstond er ernstige en overwacht structurele schade aan de kerk, met name de gewelven en daken werden zwaar getroffen. Er vonden drie belangrijke restauratiecampagnes plaats. De eerste in de jaren 1830 herstelde de structurele schade, inclusief het verwijderen van de bovenverdieping van het paradisium's, de tweede in de jaren 1880 en omvatte tevens het herstel na een ernstige brand van de zuidelijke toren in 1885 en een derde campagne in de jaren 1930. Bij de campagnes werden verschillende vroegere toevoegingen in gotische (bijv. steile torendaken) en barokke stijl (bijv. bredere vensters) teniet gedaan en hersteld in de originele romaanse stijl.

## Architectonische merkwaardigheden
De basilika is in Staufische (romaanse) stijl gebouwd. Met haar twee dwarsschepen en twee groepen van drie torens vertoont de abdijkerk gelijkenis met de keizerlijke domkerken van Speyer en Worms.
Kenmerkend voor Maria Laach is de westbouw met drievoudige torengevel en de hoofdtoren (of middentoren) met rombisch dak, die via een transept aan ronde flanktorens is verbonden. De vieringtoren in romaanse stijl heeft een achtkantig en vlakker dak en twee vierkante hogere flanktorens. Tussen omstreeks 1355 tot 1936 had de vieringtoren een kroonlijst (1.5 m hoog) met een steiler gotisch dak.
Bezienswaardig binnen de kerk is het praalgraf van paltsgraaf Hendrik II (†1095), dat evenwel pas in de 13e eeuw werd opgericht, evenals het daarbij horende stenen baldakijn dat thans het altaar overspant.